# 大隈株式会社
大隈株式会社（日语：オークマ株式会社）是一家位于日本爱知县大口町的机床制造商，大隈是全球主要的数控机床制造商之一，此外还供应工厂自动化产品和伺服馬達。
大隈在东京证券交易所上市，也是日经225成份股之一。

## 历史
1898年大隈荣一创办大隈前身大隈面机商会，从事制造和销售面条机。大隈荣一当时致力于提高烏龍麵生产效率，他使用车床作为工具，但当时日本车床精度较差，大隈荣一决心自行制造，并于1904年开始制造、销售机床。1918年，大隈荣一将公司改组为株式会社，并改名为大隈铁工所，同年OS型车床开始销售。   
1949年5月公司开始在东京、大阪和名古屋证券交易所上市。2006年7月1日，改为现名。